# Carrera (occhiali)
Carrera è un marchio di proprietà del Gruppo Safilo, azienda italiana che progetta e produce occhiali da sole e occhiali sportivi. La sede si trova a Padova.

## Storia
Carrera è stata fondata nel 1956 in Austria da Wilhelm Anger, produttore di occhiali sportivi, il quale si ispirava alla corsa automobilistica Carrera Panamericana.
Nel 1964, Wilhelm Anger sviluppò e brevettò il materiale 'Optyl', una plastica termoindurente che pesava il 20% in meno rispetto all'acetato, in grado di ridurre le reazioni allergiche, garantendo inoltre migliore vestibilità grazie ad un livello di elasticità tale da consentire agli occhiali di adattarsi meglio al viso di chi li indossava. L'azienda cambiò quindi nome in "Optyl International" e dal 1970 iniziò a dedicarsi alla produzione di caschi e maschere da sci.
Nel 1974, la società venne nuovamente rinominata, questa volta in "Carrera International", e si stabilì a Traun, in Austria, da dove a partire dal 1979 iniziò la collaborazione con il designer automobilistico Ferdinand Alexander Porsche, per sviluppare la collezione di occhiali da sole Carrera Porsche Design.
Negli anni ottanta, Carrera ha sponsorizzato diversi eventi sportivi come l'America's Cup, le Olimpiadi Invernali del 1988, e la Formula1.
Nel 1996, l'azienda italiana Safilo Group ha acquistato Carrera, spostando la sede a Padova. Nello stesso anno, la società stabilisce la propria industria di assemblaggio a Zhengzhou, nella provincia di Henan, Cina.
Nel 2002, grandi nomi del motociclismo quali Max Biaggi, Marco Melandri, Roberto Locatelli, e Loris Capirossi, sono stati sponsorizzati dalla Carrera.
Negli anni, gli occhiali Carrera sono stati indossati da numerose celebrità: da icone sportive come Gilles Villeneuve, Niki Lauda, Gerhard Berger, Jenson Button, fino alle star della musica e ai divi di Hollywood dei giorni nostri (Brad Pitt, Leonardo Di Caprio, Halle Berry, Rihanna, Kylie Minogue, Justin Timberlake, Kanye West, Michael Stipe, Jessica Alba). Inoltre, gli occhiali Carrera sono stati protagonisti sul set di film come “Gli Spericolati” (“Down Hill Racer”, 1969) con Robert Redford, indossati da Al Pacino in Scarface, anche da Sylvester Stallone in Cobra ma anche in serie TV come Miami Vice, e video musicali, ad esempio “Bad Romance” di Lady Gaga, “Rude Boy” di Rihanna, “Try to sleep with a broken heart” di Alicia Keys, “Not myself tonight” di Christina Aguilera e “Hey Daddy (Daddy’s Home) di Usher.
Una collezione storica degli occhiali Carrera si trova presso la Collezione Privata Safilo.

## Curiosità
- Lady Gaga indossa un paio di Carrera nel video di "Bad Romance", singolo tratto dall'album The Fame Monster.[5]
- I modelli più noti e più venduti sono i "Carrera Champion" e i "Carrera Safari", prodotti entrambi dal 2008[6].
- Alle Olimpiadi invernali 1988 e ai Campionati mondiali di sci alpino 1989, le maschere Carrera sono state le più rappresentate sul podio (16 ori, 13 argenti e 16 bronzi nell'88 e 52 medaglie nell'89).